# Fotografia d'aliments

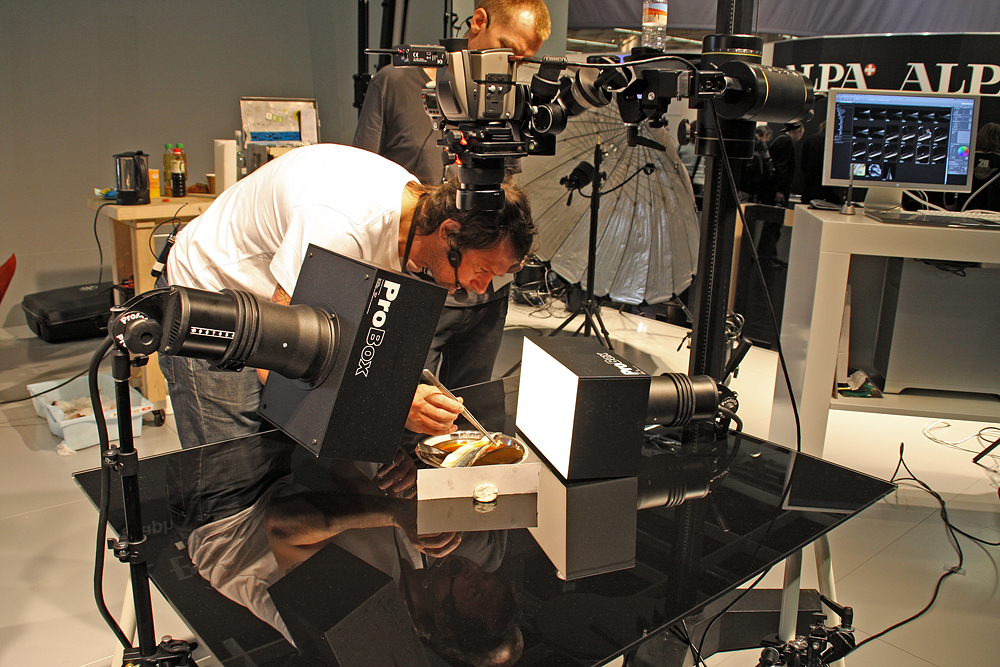
Estudi de fotografia d'aliments

La fotografia d'aliments és un tipus de fotografia comercial especialitzada en naturalesa morta, destinada a la producció de fotografies atractives sobre aliments per al seu ús en publicitat, etiquetes i envasos, cartes de restaurants o llibres de cuina. La fotografia d'aliments professional és un treball executat en col·laboració, que generalment inclou un director d'art, un fotògraf, un estilista d'aliments, un estilista d'ambient i els seus ajudants.
Durant molt de temps, les fotografies d'aliments tendien a ser preses i compostes de manera similar a la forma en què les persones estaven habituades a veure els seus aliments: col·locats sobre un fons d'una taula i prenent-les des d'una perspectiva aèria, és a dir, des del punt de vista del comensal. Els estilistes disposaven els aliments de manera que, en observar-los des de sobre, se'ls veiés apetitosos i atractius, amb els elements disposats en una placa plana i clarament separades uns dels altres.
El procés de la fotografia d'aliments comença amb la compra dels aliments i els ingredients. Només són acceptables els aliments més perfectes des d'un punt de vista visual i sempre són necessaris tenir disponibles diversos elements addicionals per a fer proves o com a seguretat. Per tant, la compra dels aliments i ingredients per a aquest tipus de fotografia és un procés que consumeix molt temps. Se seleccionen aquells elements que són més atractius i se'ls marca de manera destacada ("és l'heroi"); és a dir, l'element que serà presentat en la fotografia. Durant la configuració de l'ambient i les fotografies de prova, el producte seleccionat es representa mitjançant una figura de cartró.